# 石井末忠
石井 末忠（いしい すえただ）は、南北朝時代の武将。

## 経歴・人物
安芸石井氏は佐伯氏一派で在庁官人の田所氏後胤で、安芸国安芸郡府中の名族。元弘3年/正慶2年 後醍醐天皇の鎌倉幕府打倒計画に呼応し、千種忠顕に従い六波羅探題攻めに加わる。建武3年/延元元年（1336年）5月25日 湊川の戦いにて楠木正成に従い戦うが足利尊氏勢に討たれ戦死した。
大正8年（1919年）11月15日、大正天皇より正五位を追贈。